# Albert Delborgies
Albert Delborgies (6 juli 1902 - 6 juni 1984) was een Frans Waterpolospeler.
Albert Delborgies nam als waterpoloër eenmaal deel aan de Olympische Spelen; in 1924. In 1924 maakte hij deel uit van het Franse team dat goud wist te veroveren. Hij speelde vier wedstrijden.
Albert Delborgies · 
Noël Delberghe · 
Robert Desmettre · 
Paul Dujardin (G) ·
Albert Mayaud · 
Henri Padou · 
Georges Rigal